# Карневал цвећа
Карневал цвећа је традиционална манифестација која се одржава сваке године у јуну у Белој Цркви. Градом пролази карневалска поворка, у центру града и том приликом се предестављају најлепше цветне баште, дворишта и балкони. Европска штампа је забележила да је белоцрквански карневал цвећа, после Канског и фестивала у Монте Карлу, био својевремено најпознатији у Европи.
Први писани помен о карневалу у Белој Цркви датира из 1852. године. Тада су се карневали одигравали поводом покладних верских свечаности. Трајао је читаву недељу и на Карневалу цвећа долазили су највиђенији Срби из Темишвара. Први карневалски одбор основан је 1911. године.
У време одржавања Карневала цвећа, читав град је у знаку весеља и прославе. Улице и фасаде се дотерују, балкони и терасе се украшавају цвећем. У граду се одржавају бројни културно-уметнички програми, изложбе, концерти, књижевне вечери и спортска надметања.